# Zeromastax selenesii
Zeromastax selenesii är en insektsart som beskrevs av Mitzy Fernanda Porras 2007. Zeromastax selenesii ingår i släktet Zeromastax och familjen Eumastacidae. Inga underarter finns listade i Catalogue of Life.